# Mats Spiten
Mats Spiten (* 8. Januar 2010 in Kongsberg) ist ein norwegischer Fußballspieler, der zumeist als Stürmer eingesetzt wird. Aufgrund seiner Mutter ist er niederländischer Abstammung.

## Vereinskarriere
Mats Spiten wurde am 8. Januar 2010 als Sohn von Vegard Spiten und Sofie Van Der Vlist Spiten  in Kongsberg in der norwegischen Provinz Buskerud geboren, fuhr jahrelang Ski und spielte bereits in jungen Jahren Fußball im Nachwuchsbereich des Kongsberg IF und später des Mjøndalen IF im nahegelegenen Mjøndalen. Dort durchlief er verschiedene Nachwuchsspielklassen und wechselte als U-14-Spieler im Jahr 2023 in die Jugend des norwegischen Erstligisten Strømsgodset IF. In diesem Jahr kam er abwechselnd in der U-14- und U-15-Mannschafts des Klubs zum Einsatz. In der letztgenannten Mannschaft brachte er es im nachfolgenden Spieljahr 2024 auf 15 Tore bei elf Ligaeinsätzen und war mit drei Toren bei vier Spielen sowie drei Treffern bei fünf Partien auch in der U-16- respektive der U-17-Mannschaft äußerst torgefährlich. Bereits mit 15 Jahren schaffte er den Sprung in die U-19-Mannschaft des Vereins und wurde rasch sowohl in die zweite als auch in die erste Mannschaft hochgezogen. Bei den Profis unterschrieb er einen Dreijahresvertrag. Sein Pflichtspieldebüt für die Profis gab er am 13. April 2025 bei einem 5:0-Sieg im Erstrundenspiel des norwegischen Fußballpokals 2025 gegen den Konnerud IL, als er im Alter von 15 Jahren, drei Monaten und fünf Tagen von seinem Trainer Jørgen Isnes zur Halbzeitpause für Herman Stengel eingewechselt wurde. Bereits in der nachfolgenden Runde schied Strømsgodset ausgerechnet gegen Mjøndalen aus dem laufenden Wettbewerb aus.
Nachdem er im vorangegangenen Spiel uneingesetzt auf der Ersatzbank saß, debütierte Spiten am 28. April 2025 für die zweite Mannschaft von Strømsgodset gegen die zweite Mannschaft des Lillestrøm SK und wurde fortan regelmäßig in der zweiten Mannschaft eingesetzt. Zum ersten Torerfolg für das Team aus der vierthöchsten norwegischen Fußballliga kam der junge Offensivakteur am 26. Mai 2025, als er bei einem 5:3-Erfolg über den Skedsmo FK einen Hattrick erzielte. Ab der Zeit seiner ersten Einsätze für Strømsgodset II saß er auch regelmäßig auf der Ersatzbank der Profimannschaft, für die er schließlich am 29. Juni 2025 bei einer 0:2-Heimniederlage gegen Vålerenga Oslo sein Meisterschaftsdebüt gab, als er in Minute 83 für Marcus Mehnert auf den Rasen kam. Zum Zeitpunkt seines Debüts war er 15 Jahre, fünf Monate und 21 Tage alt und damit der zweitjüngste eingesetzte Spieler in dieser Saison. Erst eine Woche zuvor hatte der drei Monate jüngere Eirik Granaas einen neuen Altersrekord als jüngster je eingesetzter Spieler in der höchsten norwegischen Fußballliga aufgestellt. Bis dato (Stand: 11. August 2025) kam er in neun Meisterschaftsspielen der zweiten Mannschaft zum Einsatz, erzielte dabei vier Treffer und befindet sich mit dem Team im Abstiegskampf. In selbigem befindet er sich auch mit der ersten Mannschaft, für die er bislang (Stand: 11. August 2025) nur ein Ligaspiel absolviert hat.

## Familie
Seine beiden Cousins Oskar Spiten-Nysæter (* 2007) und Matias Spiten-Nysæter (* 2005) sind ebenfalls Fußballspieler, wobei der jüngere der beiden Brüder bereits 2023 zu seinem Profidebüt kam.